# Bassline (Musikgenre)
Bassline (manchmal auch als Bassline House oder 4x4 bezeichnet) ist ein Musikgenre, das eng mit der Musikrichtung UK Garage verwandt ist und Anfang der 2000er Jahre in South Yorkshire und den West Midlands entstand. Stilistisch umfasst es einen 4-to-the-floor-Rhythmus, normalerweise mit etwa 135–142 Schlägen pro Minute und einen starken Schwerpunkt auf Bass, ähnlich dem seiner Vorläufer Speed Garage, mit zerhackten Gesang-Samples und einer Popmusik-Ästhetik.
Besonders in den frühen Tagen der Szene war der prominenteste Bassline-Club der Niche Nightclub in Sheffield, der aufgrund einer Polizeirazzia, die 2005 zur Schließung des Clubs führte, zum Zentrum der Kontroverse wurde.

## Stilistische Merkmale

### Frühes Bassline-House
Das frühe Bassline hat mehr Ähnlichkeiten mit seinem Vorgänger Speed Garage als der Stil, der in der zweiten Hälfte des Jahrzehnts zu entstehen begann, wobei viele Leute immer noch Bassline-House-Veröffentlichungen aus den frühen 2000er Jahren als Speed Garage bezeichnen. Dieser frühe Stil entstand aus dem Sound, der in den späten 1990er Jahren in Nachtclubs in Yorkshire und den West Midlands beliebt war und Speed Garage gemischt mit melodischem Gesangs-House spielte. Während der Four-to-the-floor-Stil des Speed-Garage in Yorkshire und den Midlands an Popularität gewann, war er in London aufgrund des Aufstiegs der 2-Step-Garage und des Grime zurückgegangen, was dazu führte, dass Northern- und Midlands-DJs ihre eigenen Platten produzieren mussten.
Eine Trennung zwischen „Organ“- und „Bass“-Mixen von Tracks erschien in der frühen Bassline-Szene, mit „Bass“- oder „B-Line“-Tracks mit einer „Warp“- oder „Reese“-Synthetisierten Basslinie, beeinflusst von Speed Garage, und „Organ“-Tracks mit gesampelten Orgelleitern im Korg M1-Stil, beeinflusst von der House-Musik der 1990er Jahre.
Wie meistens bei elektronischer Musik spielte das Sampling eine große Rolle. Viele der gleichen gesampelten Basslines und Drum-Loops sind in Old-Speed-Garage- und Bassline-House-Veröffentlichungen zu hören, und viele beliebte frühe Veröffentlichungen waren Bootleg-Remixe von R&B-Tracks oder anderweitig basierend auf nicht lizenzierten Gesangs-Samples.

### 4x4
Gegen Ende der 2000er Jahre reduzierte eine neue Welle jüngerer in Yorkshire ansässiger Produzenten wie TS7, Service Crew, Danny Bond und andere, gepaart mit dem Aufstieg Digital Audio Workstations, die Verwendung von Drum-Machine-Samples und alten gesampelten Basslines, die Bassline in eine andere Richtung stießen. Dieser Stil wurde als „4x4“ bezeichnet, bewegte sich weiter weg vom ursprünglichen Speed-Garage-Sound, behielt aber immer noch die Kernelemente wie den Warping-Bass und den weiblichen Gesang bei. Im Allgemeinen blieb die Bassline als Ganzes ziemlich unterirdisch und war meist nur im Norden und in den Midlands beliebt, und Veröffentlichungen gingen oft nie über eine 12-Zoll-Vinyl-EP oder obskure CD-Mixe oder Zusammenstellungen hinaus.
Schließlich gewann 4x4 in den Pop-Charts an Popularität, angeblich weil es beide Geschlechter ansprach, während Grime und Dubstep damals eine überwiegend männliche Anhängerschaft sammelten. Es entwickelte sich jedoch auch ein aggressiverer Bassline-Stil, der keine aufgeschlagenen weiblichen Vocals und melodischen Leads enthielt und eher an Grime erinnerte. Laut Steve Baxendale, dem Besitzer des Niche Nightclubs, begannen die Niche-DJs, den Gesang aus der Speed-Garage und der House-Musik zu übernehmen und einen stärkeren Bass dazu zu schlagen. Die Veränderungen im Stil der Musik in Niche führten zu einem Wechsel von überwiegend weißen zu schwarzen Anhängern. Während der „dunklere“ Stil der Bassline in Sheffield beliebt war, verfolgten lokale Szenen in Städten wie Birmingham und Leeds weiterhin einen „lichteren“ Stil. Bis 2007 war es für Menschen üblich geworden, über Bassline zu rappen.
Wie Dubstep und Grime legt Bassline im Allgemeinen einen starken Wert auf Bass, wobei komplizierte Basslines (oft mehrfach und miteinander verwoben) für das Genre charakteristisch sind. Im Gegensatz zu diesen Genres verwenden Bassline-Tracks jedoch einen Four-to-the-floor-Beat. Die Musik ist oft rein instrumental, aber auch Gesangstechniken, die in anderen Stilen des Garage üblich sind, können vorhanden sein, wie z. B. weiblicher R&B-Gesang, der dem schnelleren Tempo entspricht, und auch Vocal-Samples von Grime-Tracks. Die meisten Songs sind etwa 135 bis 142 bpm, schneller als die meisten britischen Garage- und etwa das gleiche Tempo wie die meisten Grime- und Dubstep-Tracks.
Zusammen mit seiner Rückkehr zur Musik im femininen Stil soll die Bassline die Popmusik-Ästhetik annehmen und eine euphorische, überschwängliche Qualität haben, die der früheren britischer Rave-Musik ähnelt – beide auch im Gegensatz zu Grime und Dubstep.
Produzent T2 behauptete, dass Bassline und UK Garage einen gemeinsamen Ursprung in der House-Musik haben, aber unterschiedliche Sounds sind, während Major Bassline-Distributor und DJ Mystic Matt Bassline als einen ähnlichen Rhythmus wie UK Garage beschreiben, dass aber die starke Betonung auf Bass es zu einem separaten Genre macht.

## Geschichte

### Niche Nightclub

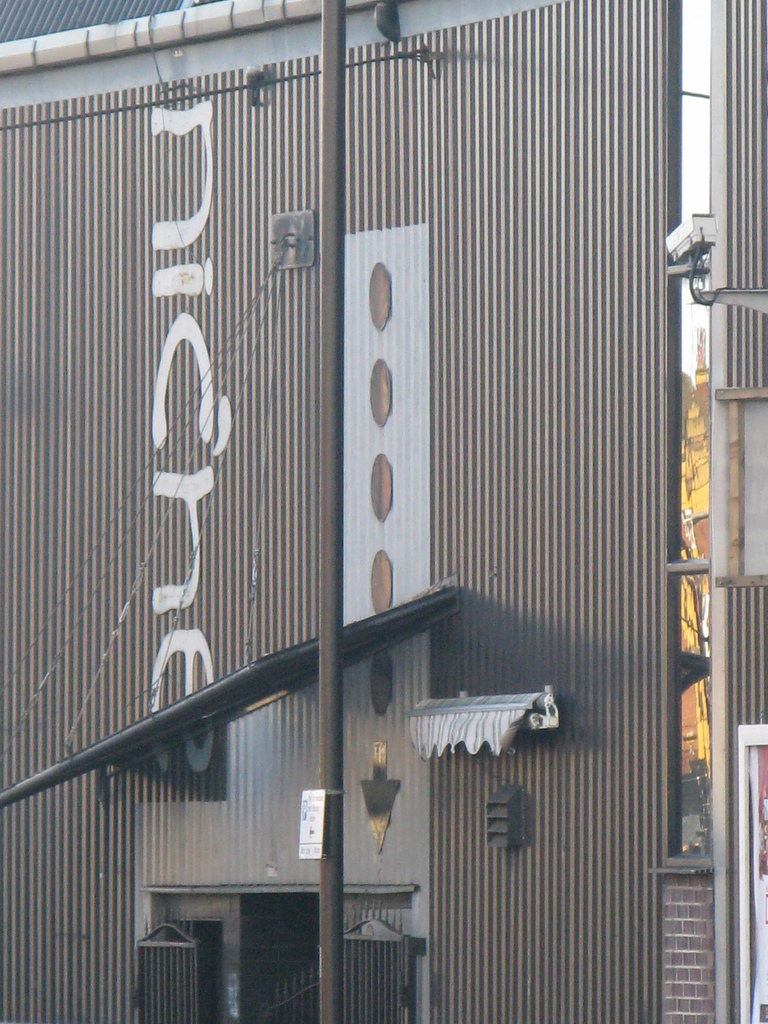
Niche's geschlossenes Sidney-Street-Gebäude im Jahr 2008

Der Niche Nightclub wurde 1992 von Steve Baxendale aus einem verlassenen Lagerhaus in der Sidney Street in Sheffield als Club für Underground-House-Musik und später Speed-Garage gegründet. Der Club war in den 90er und frühen 2000er Jahren häufig von Polizeirazzias betroffen. Als sich die Bassline-Szene entwickelte und Niche damit in Verbindung gebracht werden und sich an Beliebtheit erfreuen konnte, wurde der Name des Clubs Niche zum Synonym für das Genre.
Im November 2005 wurde der Club von 300 Offizieren bei einer Razzia namens „Operation Repatriation“ gestürmt und geschlossen, trotz fehlender Anklage gegen die Besitzer des Clubs. Laut Steve Baxendale argumentierte die Polizei von Sheffield, dass der Club aufgrund des starken Drogenkonsums im Club eine unerwünschte Kundschaft und Banden anzog, obwohl auch argumentiert wurde, dass die Razzia das Ergebnis von Diskriminierung aufgrund der zunehmenden Popularität des Clubs bei der schwarzen britischen Gemeinschaft im Jahr 2005 war. Sheffields Polizei hat erklärt, dass „das einzige Waffenverbrechen im Zusammenhang mit dem Nachtleben in Sheffield mit Bassline war“. Laut Steve Baxendale erhöhte die Kontroverse, die sich aus der Operation Repatriation ergab, jedoch die Popularität des Genres.
Nach der Schließung von Niche eröffnete Steve Baxendale Club Vibe in Sheffields Charter Row, nach einer Vereinbarung mit der South Yorkshire Police, den Namen Niche nicht zu verwenden. DJs beschränkten sich auf das Spielen klassischer Bassline-House- und Gesangstracks, mit einem Verbot von „4x4“-Produktionen. Ein hohes Maß an Sicherheit wurde schließlich 2009 gelockert und der Club wurde wieder in Niche umbenannt. Nachdem 2010 eine Messerstecherei außerhalb des Clubs stattfand, zwang ein örtliches Gericht den Club, Mitgliedskarten zu verlangen, und die übermäßigen Beschränkungen für Bassline-Veranstaltungen führten schließlich zur dauerhaften Schließung des Clubs.
Nachdem wiederholte Versuche von Niches DJs, den Club an seinem ursprünglichen Standort in der Sidney Street wieder zu öffnen, aufgrund einer Behinderung durch den Sheffield City Council und die South Yorkshire Police gescheitert waren, sollte das ursprüngliche Niche-Gebäude 2016 abgerissen werden.

### Übergang in den Mainstream
Bassline war eine Underground-Szene in den West Midlands und im Norden Englands bis zur Veröffentlichung von T2s Single „Heartbroken“ auf All Around the World, die internationale Aufmerksamkeit erregte und in mehreren Ländern in die Musikcharts eintrat, darunter die UK Singles Charts, wo sie Platz 2 erreichte. Grime MC Skepta berichtete von einer Tour durch mehrere Resorts in Griechenland und Zypern im Sommer 2007, dass der Track in mehreren Clubs dort gewünscht wurde. Darüber hinaus wurde der Track mehrfach auf britischen Radiosendern gespielt. Einige Musikkritiker meinten, dass Bassline Mainstream-freundlicher ist als Grime, da es beide Geschlechter gleichermaßen anspricht, während Grime eine überwiegend männliche Anhängerschaft ansprach.
Im Dezember 2007 wurde eine überarbeitete Version von „Heartbroken“, umbenannt in „Jawbroken“, die zugunsten von Ricky Hattons Weltmeistertitelkampf gegen Floyd Mayweather geschaffen wurde, als Aufwärmmusik für den Kampf ausgewählt.
Nach dem Erfolg von T2 veröffentlichte H "Two" O ihre Single mit der Gesangsgruppe Platnum, „What's It Gonna Be“, die allein bei Downloads die Nummer 7 der nationalen Charts erreichte und in der folgenden Woche auf Platz 2 stieg, wo sie sich für die nächsten 3 Wochen halten konnten. Später im Jahr unterzeichnete einer der führenden Bassline-Produzenten Londons, Delinquent, einen Vertrag mit All Around The World für eine weitere nationale Veröffentlichung, „My Destiny“.
Die erhöhte Anziehungskraft des Bassline kann zum Teil auf die stimmlichen Beiträge von Künstlerinnen wie Jodie Aysha zurückgeführt werden. Die Texte von Bassline konzentrieren sich oft auf die Liebe und andere Themen, die als weiblich angesehen werden können. In einem Blog-Post beschrieb Simon Reynolds das Bassline-Genre als „den drastischen Pendelschwung von Yang zu Yin, Testosteron zu Östrogen, von dem ich mir immer vorgestellt hatte, dass es als Reaktion auf Grime passieren würde, bis es so lange dauerte, dass ich es aufgab und es einfach vergaß“. Es wurde argumentiert, dass Grime und Dubstep wiederum von „einer Überreaktion – zum 'weiblichen Druck' der späten 90er Jahre 2-Step“ entstanden sind.

### Post-Mainstream-Ära
Nach seinem Erfolg Mitte bis Ende der 2000er Jahre begann die Bassline in eine Phase des kommerziellen Niedergangs einzutreten. Dies wurde hauptsächlich dadurch angetrieben, dass das Genre nicht wie zuvor in Nachtclubs präsent war. Zu diesem Zeitpunkt begann das Genre, Elemente aus älteren 2-Step- und britischen Garage-Spuren zu kombinieren. Künstler wie 1st Born, Mr Virgo, J69, Freddo, TRC und DJ Q leisteten Pionierarbeit für den neuen Sound, der eher hochgeschwungene Beats als die klassischen 4x4-Schlagzeuge erforderte, die in Old-School-Bassline-Tracks verwendet wurden. Die Musik wurde zu dieser Zeit hauptsächlich von DJ Q über seinen wöchentlichen Spot auf BBC Radio 1Xtra verteidigt.
Im Juli 2012 veröffentlichte The Independent einen Artikel über den Fortschritt der Bassline und des neuen Sounds.
Mit Bassline als Szene im Niedergang und Nachtclubbesitzern, die immer noch nicht dazu bereit waren, Veranstaltungen durchzuführen, gab es ein Wiederaufleben der Musik als Sound- und Partykultur, hauptsächlich aufgrund der Warehouse- und Rave-Kultur im Norden Englands.
Musikalische Kommentatoren beobachteten 2017 etwas ähnliches wie eine Wiederbelebung des Genres, mit der zunehmenden Popularität des Festivals „Bassfest“ und der Entstehung neuer Produzenten, die einen Subbass-getriebenen Stil verfolgen.

### Plattenlabel (Auswahl)
- Boogaloo Records
- Ecko-Records (Birmingham)
  - Zu den Unterlabels gehörten Low Frequency, Yep Yep Records, Twaron Beats
- Gridlok'd Records
- Jump Records (Birmingham)
- Northern Line Records
- Reflective Records (Sheffield)
  - Zu den Unterlabels gehörten Rhythm Traxx und Heavy Records
- Studiobeatz (Sheffield)
  - Zu den Unterlabels gehörten Krush Records und Ying Yang Records